# SIMPURE L2
SIMPURE L2（シンピュア エルツー）は、LG電子ジャパンによって開発された、NTTドコモの第三世代携帯電話端末、FOMA L602i (フォーマ エル ろく まる に アイ) のブランド名。

## 概要
日本在住フランス人デザイナー、グエナエル・ニコラがデザインを担当。スライド式の端末で、直方体の筐体は、単なる直線ではなく、メーカーが“Curve & Square（カーブ・アンド・スクエア）ライン”と呼ぶ、人の手のひらに触れる側面部分等に非常に穏やかな円弧を交えた、巧みな造形となっている。
サービス・機構面では、WORLD WING（3G及びGSM）に対応。日本の時間と日本国外の時間表示ができるデュアルクロック、58ヶ国の時間がわかる世界時計、通貨換算に使える、単位変換ツールを搭載している。
簡易留守メモ機能や音楽再生機能、外部メモリスロット等は無い。

## 歴史
- 2007年3月6日：携帯電話端末認証団体 (GCF)通過
- 2007年3月12日：電気通信端末機器審査協会 (JATE)通過
- 2007年5月28日: 開発を公表される。
  - 2007年?月?日：技術基準適合証明 (TELEC) 通過未確認
  - 2007年6月29日 : 発売開始